# 소대심
소대심(蕭大心, 523년 ~ 551년 10월 2일)은 중국 남북조 시대 양나라의 황족이다. 자는 인서(仁恕)고 간문제의 둘째 아들이다. 어머니는 숙용(淑容) 진씨(陳氏)이다.

## 생애
531년에 아버지인 간문제가 황태자가 되자 이듬해인 532년에 당양현공(當陽縣公)으로 봉해졌고 식읍 천오백 호를 받았다.
535년에 사지절도독영남사북사정신오주제군사(使持節都督郢南司北司定新五州諸軍事), 경거장군(輕車將軍), 영주자사(郢州刺史)를 맡았다.
541년에 시중(侍中)과 석두수군사(石頭戍軍事)를 더하여 임명되었다.
547년에 운휘장군(雲麾將軍)과 강주자사(江州刺史)로 바뀌어 임명되었다.
후경의 난이 일어나자 소대심은 사졸 수만 명을 모아서 수도인 건강을 구원하러 갔다.
549년에 할아버지인 무제가 죽자 간문제가 즉위했고 밀조를 내려 소대심을 산기상시(散騎常侍)와 평남장군(平南將軍)으로 삼았다. 그해 7월 18일에 심양군왕(尋陽郡王)으로 봉해졌고 식읍 2천 호를 받았다.
550년 8월 18일에 후경의 신하인 임약(任約)이 소대심이 있는 강주(江州)를 공격하자 버티지 못한 소대심은 나와서 항복했다.
551년에 후경이 간문제를 폐위한 뒤 그해 10월 2일에 소대심을 살해하니 향년 29세였다. 형제인 황태자 소대기, 소대균, 소대위, 소대구와 소대흔도 또한 같이 살해당했다.